# Перечные
Пе́речные, или Пе́рцевые (лат. Piperáceae) — семейство цветковых растений порядка Перечноцветные. Прямостоячие или лазящие кустарники (лианы) и травы, редко небольшие деревья.
Наиболее известный вид — перец чёрный, который используется как пряность.
Таксономическая система APG II от 2003 года (без изменений по сравнению с APG от 1998 года), также признаёт это семейство, причисляя его к порядку Перечноцветные (Piperales) в кладе магнолиды.
Семейство включает в себя около дюжины родов, которые содержат, в свою очередь, от двух до трёх тысяч видов ароматических растений. Наиболее известные роды — Пеперомия и Перец.

## Описание
Листорасположение очередное. Листья перечных цельные обычно без прилистников, часто, но не всегда, с дуговым жилкованием, обычно мясистые.
Цветки обоеполые, встречаются однополые; без околоцветника, мелкие, невзрачные, часто в густых колосовидных соцветиях в пазухах щитовидных (пельтатных) кроющих листьев. Тычинок 1—10 (чаще всего 2—3). Гинецей из 2—5 сросшихся плодолистиков (часто из 3). Пестик с 2—5 рыльцами и одногнезной завязью, с единственным ортотропным (прямым) семязачатком с 1—2 интегументами.
Формула цветка: {\displaystyle \ast P_{0}\;A_{1-10}\;G_{({\underline {2-5}})}}, но чаще {\displaystyle \ast P_{0}\;A_{2-3}\;G_{({\underline {3}})}}.
Плоды ягодовидные или костянковидные. Семена без эндосперма, с обильным периспермом и мелким зародышем.

## Распространение
Перечные растут преимущественно в тропиках.

## Роды
- Arctottonia Trel.
- Discipiper Trel. & Stehlé
- Lepianthes Raf.
- Macropiper Miq.
- Manekia Trel.
- Peperomia Ruiz & Pav. — Пеперомия
- Piper L. — Перец
- Piperanthera C. DC.
- Pleiostachyopiper Trel.
- Sarcorhachis Trel.
- Trianaeopiper Trel.
- Verhuellia Miq.
- Zippelia Blume